# امین اودال
امین اودال (به کردی: ئەمین ئەڤداڵ، Emînê Evdal) نویسنده، زبانشناس و شاعر ایزدی بود.

## زندگی
امین اودال در سال ۱۹۰۶ در روستای یامانچایر در نزدیکی قارص در خانواده ای ایزدی به دنیا آمد که آن زمان زیر کنترل روسیه بود. روستای وی در جریان درگیری ترکیه با ارمنی‌ها تخریب شد و امین اودال مادر، پدر و برادرش را از دست داد. وی در ۱۹۲۴ به مدرسهٔ کارگران در تفلیس رفت و در ۱۹۲۶ شروع به معلمی در روستاهای ایزدی‌نشین نزدیکی کوه الگز کرد. اودال در سال ۱۹۳۱ به دپارتمان فیلولوژی دانشگاه ایروان وارد شد و تقریباً در همان زمان، کار در روزنامهٔ کردی راه تازه را آغاز کرد.
امین اودال نخستین کتابش را دربارهٔ زبان کردی در سال ۱۹۳۳ منتشر کرد و از آن سال تا سال ۱۹۳۷ چندین کتاب در رابطه با آموزش زبان کردی به چاپ رساند. وی مدرک دکترای خود در رشتهٔ کردشناسی را در ۱۹۴۴ با دفاع کردن از تز خود با عنوان زنان کرد در جامعه ای سنتی: تحلیلی بر مبنای مطالعهٔ فولکلور و ملت دریافت کرد. اودال پس از فارغ‌التحصیلی به فعالیت در زمینهٔ کردشناسی در انستیتو تاریخ ارمنستان پرداخت و از سال ۱۹۵۹ از سوی دپارتمان مطالعات شرقی آکادمی علوم ارمنستان به کار گرفته شد. وی در سال ۱۹۶۰ از سوی پارلمان ارمنستان عنوان بهترین استاد بازنشسته را دریافت کرد.
علاوه بر کتاب‌های کردی، وی مقالات پژوهشی متعددی را نیز به زبان‌های ارمنی و روسی منتشر ساخت. وی همچنین در فعالیت در عرصهٔ ادبیات کردی نیز مشارکت کرد و نخستین مجموعه داستان کوتاه کردی او با نام جاسم و توسِن در سال ۱۹۲۴ به چاپ رسید. مدرسهٔ کردی روستای قوندساز پس از مرگ وی در سال ۱۹۶۴، از سوی دولت ارمنستان به نام وی نامگذاری شد و مجسمهٔ وی نیز در ورودی مدرسه ساخته شد.

## آثار
- جاسم و توسن، مجموعه داستان کوتاه کردی، ۱۹۲۴.
- کتاب زبان کرمانجی، پایهٔ چهارم،
- کتاب زبان کرمانجی، پایهٔ پنجم،
- بهار، مجموعه اشعار، ۱۹۳۵.
- کتاب زبان کرمانجی، پایهٔ پنجم، ۱۹۳۶.
- متد آموزش خواندن و نوشتن، ۱۹۳۶.
- فولکلور کرمانجی، به همراه حاجیه جندی، ۶۴۴ صفحه، ۱۹۳۶.
- متد زبان کرمانجی، ۱۹۳۷.
- کتاب زبان کرمانجی، پایهٔ ششم، به همراه جاسم جلیل، ۱۹۳۷.
- کردهای ارمنستان شوروی، ۱۹۵۳.
- کردهای پیش قفقاز، ۱۹۵۷.